# Lagoa do Horácio
Lagoa do Horácio é uma lagoa brasileira localizada no município de Osório, no estado do Rio Grande do Sul.